# الفبای گوارانی
الفبای گوارانی الفبایی برگرفته از خط لاتین است که زبان گوارانی بدان نوشته می‌شود. تا پیش از ورود کنکیستادورها به آمریکای جنوبی زبان گوارانی فاقد کتابت بود. نخستین نوشته به این زبان توسط مسیونرهای یسوعی بود که درصدد بودند مسیحیت را میان متکلمان این زبان رواج دهند. بعدها در میانه سده هفدهم میلادی فرهنگ لغت اسپانیایی-گوارانی نوشته شد. از آن زمان به بعد تا کنون زبان گوارانی به خط لاتین نوشته می‌شود. گوارانی یکی از زبان‌های رسمی کشور پاراگوئه است.
این الفبا از سی و سه حرف تشکیل شده است:
A, Ã, CH, E, Ẽ , G, G̃ , H, I, Ĩ, J, K, L, M, MB , N, ND, NG, NT, Ñ, O, Õ, P, R, RR, S, T, U, Ũ, V, Y, Ỹ, '.
نام این سی و سه حرف نیز به شرح زیر است:
a, ã, che, e, ẽ, ge, g̃e, he, i, ĩ, je, ke, le, me, mbe, ne, nde, nge, nte, ñe, o, õ, pe, re, rre, se, te, u, ũ, ve, y, ỹ, puso